# Darling Ridge
Darling Ridge är en bergstopp i Antarktis. Den ligger i Västantarktis. Inget land gör anspråk på området. Toppen på Darling Ridge är 2 350 meter över havet.
Terrängen runt Darling Ridge är huvudsakligen kuperad. Trakten är obefolkad. Det finns inga samhällen i närheten. 